# ジェイソン・ハルマン
ジェイソン・ジェロニモ・ハルマン（Jason Geronimo Halman, 1989年2月28日 - ）は、オランダ・ハールレム出身のプロ野球選手（捕手）。右投げ右打ち。

## 経歴
2005年に、ホーフトクラッセ(オランダプロ野球リーグ)のL&Dアムステルダム・パイレーツでデビュー。
2010年には、第31回ヨーロッパ野球選手権大会や第17回IBAFインターコンチネンタルカップなどで、オランダ代表に選出されている。
2011年11月21日、オランダのロッテルダムで兄のグレッグ・ハルマンが刺殺された。ロッテルダム警察は殺人の容疑でジェイソンを逮捕した。グレッグはシーズンオフの間に故郷のオランダに戻り、ジェイソンと同じアパートの別々の部屋で暮らしていた。事件当夜、グレッグと彼のガールフレンドは、ジェイソンが彼の部屋で静かになるのを待って眠りについたものの、その後外出していたジェイソンが午前4時頃に戻ってきたため、一度起きた。その後に再びグレッグたちが眠ろうとしたところ、ジェイソンが部屋で聴いていた音楽の音量を上げたため、兄弟の間で口論になった。そして、激高したジェイソンがナイフを持ってグレッグの部屋に押し入り、彼を刺したという。
精神鑑定の結果、事件当時にマリファナの使用が原因（マリファナの使用はオランダでは合法）でうつ病を患っており、心神喪失の状態にあったと認められ、2012年8月16日に釈放されることが正式決定した。8月30日にアムステルダムの裁判所は法律上の責任能力を問うことが出来ないとして無罪評決を下した。

## 詳細情報

### 代表歴
- 2010年ヨーロッパ野球選手権大会オランダ代表
- 2010 IBAFインターコンチネンタルカップ オランダ代表